# John Albrechtson
John Robert Albrechtson (Göteborg, 22 luglio 1936 – Västra Frölunda, 27 agosto 1985) è stato un velista svedese vincitore, a Montréal 1976, della medaglia d'oro nella classe Tempest insieme a Ingvar Hansson.
Quattro anni prima, nella stessa classe e sempre insieme a Hansson, aveva partecipato a Monaco di Baviera 1972 classificandosi quarto, mentre nel 1968 con Ulf Norrman chiuse al nono posto.
Vanta anche due ori ed un argento ai Campionati mondiali di Tempest ed un oro e un bronzo a quelli di Star.

## Palmarès
- Giochi olimpici

Montréal 1976: oro nella classe Tempest.
- Campionati mondiali di Tempest

Association Island 1975: argento.
Strömstad 1977: oro.
Castelletto 1978: oro.
- Campionati mondiali di Star

Kiel 1966: oro.
Puget Sound 1971: bronzo.